# フランス語の限定詞
フランス語の限定詞では、現代標準フランス語における限定詞について記述する。限定詞は、冠詞、所有限定詞、指示限定詞、否定限定詞、疑問限定詞、数量詞を含む。フランス語では、名詞ではなくもっぱら限定詞が性、数を示す。

## 機能
限定詞は、文脈において名詞句を導入あるいは同定する語であり、名詞句の先頭に置く。形容詞と異なり、複数の限定詞を並べて使うことはできない。フランス語では、名詞句が限定詞を持つことが普通であり、限定詞を持たない名詞句は、特定の前置詞や動詞の後や、成句に限られている。
フランス語の名詞には性があり、男性と女性に分かれるが、語形が必ずしも性を示さない。また単複の違いは一般に表記だけであり、発音上は区別しない。このため、名詞ではなく限定詞が性と数を表示する働きがある。以下に定冠詞の例を示す。
|      | 単数             | 複数               |
| ---- | ---------------- | ------------------ |
| 男性 | le père /lə.pɛʁ/ | les pères /le.pɛʁ/ |
| 女性 | la mère /la.mɛʁ/ | les mères /le.mɛʁ/ |

後続の語が母音または無音の h で始まる時は、一般に限定詞は名詞の性によらず同形になる。これは多くの形容詞にも見られる性質である。ただし不定冠詞や否定限定詞は当てはまらない。

## 冠詞
フランス語の冠詞には定冠詞、不定冠詞、部分冠詞の 3 種類がある。冠詞の機能は二つある。一つは談話機能であり、名詞句の定不定を示す。定とは文脈において同定できるもの、唯一であるものであり、定冠詞を用いる。不定とは文脈において導入されるもの、任意であるもの、一部であるものであり、不定冠詞・部分冠詞を用いる。
もう一つは認知機能であり、名詞句の可算・不可算を示す。フランス語では、冠詞の認知機能が強く、可算・不可算は名詞よりむしろ冠詞が規定する。可算には不定冠詞、不可算には部分冠詞を用いる。

### 定冠詞
定冠詞は定を示す冠詞であり、名詞の性、数に従って変化する。英語の the に当たる。母音または無音の h の前ではエリジオンまたはリエゾンが起きる。
|      |      | 子音の前 | 母音の前  |
| ---- | ---- | -------- | --------- |
| 単数 | 男性 | le /lə/  | l' /l/    |
| 単数 | 女性 | la /la/  | l' /l/    |
| 複数 | 複数 | les /le/ | les /lez/ |

前置詞 à と de の後では義務的な縮約が起きる。エリジオンが起きている時は縮約しない。
- à + le → au /o/
- à + les → aux /o(z)/
- de + le → du /dy/
- de + les → des /de(z)/

### 不定冠詞
不定冠詞は、可算（個体として数えられる）で不定のものを示す冠詞である。名詞の性、数に従って変化する。英語の a に当たる。des は歴史的、形態的に部分冠詞の複数形であるが、ここでは不定冠詞として説明する。母音または無声の h の前ではリエゾンが起きる。
|      |      | 子音の前 | 母音の前  |
| ---- | ---- | -------- | --------- |
| 単数 | 男性 | un /œ̃/   | un /œ̃n/   |
| 単数 | 女性 | une /yn/ | une /yn/  |
| 複数 | 複数 | des /de/ | des /dez/ |

### 部分冠詞
部分冠詞は、不可算（個体として数えられない）で不定のものを示す冠詞である。名詞の性に従って変化する。歴史的、形態的には de + 定冠詞である。部分冠詞の複数形は、不定冠詞の複数形として機能するのでここには記さない。母音または無音の h の前ではエリジオンが起きる。
|      | 子音の前     | 母音の前    |
| ---- | ------------ | ----------- |
| 男性 | du /dy/      | de l' /dəl/ |
| 女性 | de la /dəla/ | de l' /dəl/ |

### 変化
冠詞は、後続の名詞によりエリジオンまたはリエゾンが起き、また前置詞 à, de との縮約があるため、発音が変化する。加えて、部分冠詞および不定冠詞複数形は歴史的、形態的に de を含んでいるため、de の後では消える。以上の変化を表に示す。
|                          |        |      |      |      | 冠詞                      | à + 冠詞                    | de + 冠詞                 |
| ------------------------ | ------ | ---- | ---- | ---- | ------------------------- | --------------------------- | ------------------------- |
| 子音の前                 | 可算   | 男性 | 不定 | 単数 | un chat /œ̃.ʃa/            | à un chat /a.œ̃.ʃa/          | d'un chat /dœ̃.ʃa/         |
| 子音の前                 | 可算   | 男性 | 不定 | 複数 | des chats /de.ʃa/         | à des chats /a.de.ʃa/       | de chats /də.ʃa/          |
| 子音の前                 | 可算   | 男性 | 定   | 単数 | le chat /lə.ʃa/           | au chat /o.ʃa/              | du chat /dy.ʃa/           |
| 子音の前                 | 可算   | 男性 | 定   | 複数 | les chats /le.ʃa/         | aux chats /o.ʃa/            | des chats /de.ʃa/         |
| 子音の前                 | 可算   | 女性 | 不定 | 単数 | une femme /yn.fam/        | à une femme /a.yn.fam/      | d'une femme /dyn.fam/     |
| 子音の前                 | 可算   | 女性 | 不定 | 複数 | des femmes /de.fam/       | à des femmes /a.de.fam/     | de femmes /də.fam/        |
| 子音の前                 | 可算   | 女性 | 定   | 単数 | la femme /la.fam/         | à la femme /a.la.fam/       | de la femme /də.la.fam/   |
| 子音の前                 | 可算   | 女性 | 定   | 複数 | les femmes /le.fam/       | aux femmes /o.fam/          | des femmes /de.fam/       |
| 子音の前                 | 不可算 | 男性 | 不定 |      | du vin /dy.vɛ̃/            | à du vin /a.dy.vɛ̃/          | de vin /də.vɛ̃/            |
| 子音の前                 | 不可算 | 男性 | 定   |      | le vin /lə.vɛ̃/            | au vin /o.vɛ̃/               | du vin /dy.vɛ̃/            |
| 子音の前                 | 不可算 | 女性 | 不定 |      | de la viande /də.la.vjɑ̃d/ | à de la viande /a.dla.vjɑ̃d/ | de viande /də.vjɑ̃d/       |
| 子音の前                 | 不可算 | 女性 | 定   |      | la viande /la.vjɑ̃d/       | à la viande /a.la.vjɑ̃d/     | de la viande /də.la.vjɑ̃d/ |
| 母音または 無音の h の前 | 可算   | 男性 | 不定 | 単数 | un homme /œ̃.nɔm/          | à un homme /a.œ̃.nɔm/        | d'un homme /dœ̃.nɔm/       |
| 母音または 無音の h の前 | 可算   | 男性 | 不定 | 複数 | des hommes /de.zɔm/       | à des hommes /a.de.zɔm/     | d'hommes /dɔm/            |
| 母音または 無音の h の前 | 可算   | 男性 | 定   | 単数 | l'homme /lɔm/             | à l'homme /a.lɔm/           | de l'homme /də.lɔm/       |
| 母音または 無音の h の前 | 可算   | 男性 | 定   | 複数 | les hommes /le.zɔm/       | aux hommes /o.zɔm/          | des hommes /de.zɔm/       |
| 母音または 無音の h の前 | 可算   | 女性 | 不定 | 単数 | une herbe /y.nɛʁb/        | à une herbe /a.y.nɛʁb/      | d'une herbe /dy.nɛʁb/     |
| 母音または 無音の h の前 | 可算   | 女性 | 不定 | 複数 | des herbes /de.zɛʁb/      | à des herbes /a.de.zɛʁb/    | d'herbes /dɛʁb/           |
| 母音または 無音の h の前 | 可算   | 女性 | 定   | 単数 | l'herbe /lɛʁb/            | à l'herbe /a.lɛʁb/          | de l'herbe /də.lɛʁb/      |
| 母音または 無音の h の前 | 可算   | 女性 | 定   | 複数 | les herbes /le.zɛʁb/      | aux herbes /o.zɛʁb/         | des herbes /de.zɛʁb/      |
| 母音または 無音の h の前 | 不可算 | 男性 | 不定 |      | de l'or /də.lɔʁ/          | à de l'or /a.dlɔʁ/          | d'or /dɔʁ/                |
| 母音または 無音の h の前 | 不可算 | 男性 | 定   |      | l'or /lɔʁ/                | à l'or /a.lɔʁ/              | de l'or /də.lɔʁ/          |
| 母音または 無音の h の前 | 不可算 | 女性 | 不定 |      | de l'eau /də.lo/          | à de l'eau /a.dlo/          | d'eau /do/                |
| 母音または 無音の h の前 | 不可算 | 女性 | 定   |      | l'eau /lo/                | à l'eau /a.lo/              | de l'eau /də.lo/          |

形容詞の前の des は de になる。ただし複合語は文法的に名詞なので、当てはまらない。
- de petits villages /də.pti.vi.laʒ/ (小さい村々 - 形容詞 + 名詞)
- des petits pois /de.pti.pwa/ (グリーンピース - 複合語)

しかし、特に口語で、de にならないことがある。語彙論的あるいは談話機能的に軽い形容詞（例えば petit）は des と共起しやすく、重い形容詞は de と共起しやすい。
否定文では、存在が否定される名詞句の不定冠詞と部分冠詞は de に変わる。フランス語の否定文#冠詞 de を参照すること。

## 所有限定詞
所有限定詞は人称代名詞に対応する、所有を表す限定詞である。所有物の性、数に従って変化する。所有者の性には無関係である。英語の my, your などに当たる。
|        | 数   | 人称 | 所有物        | 所有物        | 所有物          |
| 単数   | 単数 | 人称 | 複数          |               |                 |
| 男性   | 数   | 人称 | 複数          | 女性          |                 |
| ------ | ---- | ---- | ------------- | ------------- | --------------- |
| 所有者 | 単数 | 1    | mon¹ /mɔ̃(n)/² | ma /ma/       | mes /me(z)/²    |
| 所有者 | 単数 | 2    | ton¹ /tɔ̃(n)/² | ta /ta/       | tes /te(z)/²    |
| 所有者 | 単数 | 3    | son¹ /sɔ̃(n)/² | sa /sa/       | ses /se(z)/²    |
| 所有者 | 複数 | 1    | notre /nɔtʁ/  | notre /nɔtʁ/  | nos /no(z)/²    |
| 所有者 | 複数 | 2    | votre³ /vɔtʁ/ | votre³ /vɔtʁ/ | vos³ /vo(z)/²   |
| 所有者 | 複数 | 3    | leur /lœʁ/    | leur /lœʁ/    | leurs /lœʁ(z)/² |

1. 名詞の性に関わらず、後続の語が母音または無音の h で始まるときにも用いる。
  - mon amie /mɔ̃.na.mi/ (私の女友達、ma → mon)
  - ma petite amie /ma.pti.ta.mi/ (私の彼女、ma のまま)
2. かっこ内の子音はリエゾン時に発音される。
3. votre, vos は 2 人称単数の敬称でもある。フランス語の人称代名詞#親称・敬称を参照すること。

## 指示限定詞
指示限定詞は会話の場あるいは文脈において何かを指示する限定詞である。日本語の「この」、「その」、英語の this, that に当たる。
|      |      | 子音の前    | 母音の前    |
| ---- | ---- | ----------- | ----------- |
| 単数 | 男性 | ce /sə/     | cet /sɛt/   |
| 単数 | 女性 | cette /sɛt/ | cette /sɛt/ |
| 複数 | 複数 | ces /se/    | ces /sez/   |

cet と cette は、表記は異なるが発音は同じである。
近くと遠くとを対比するときは、-ci と -là を付け加える。
- cet homme-ci /sɛ.tɔm.si/ (この男)
- cet homme-là /sɛ.tɔm.la/ (あの男)

## 否定限定詞
名詞句の示すものが存在しないことを表す。フランス語の否定文#否定限定詞を参照すること。

## 疑問限定詞
フランス語の疑問限定詞は quel だけである。フランス語の疑問文#疑問詞を参照すること。

## 数量詞
数量詞は数や量、あるいは数理論理学における量化（全称や存在）を示す限定詞であり、多くは不定を表す。

### 数詞
フランス語の数詞を参照すること。数詞は定を表す定冠詞や指示限定詞、所有限定詞と共起できる。million (100 万) 以上は単位を表す名詞であり、単独では限定詞にならない。

### 量
量を表す表現は、量を表す句 + de + 名詞句という構造をとる。名詞句は、可算なら複数形になる。
1. 副詞句 + de
  - beaucoup de livres /bo.kud.livʁ/ (たくさんの本)
  - un peu de bonheur /œ̃.pød.bɔ.nœʁ/ (少しの幸せ)
2. 数詞 + 単位 + de
  - un bol de café au lait /œ̃.bol.də.ka.fe.o.lɛ/ (1 碗のカフェオレ)
  - une douzaine d'œufs /yn.du.zɛn.dø/ (1 ダースの卵)
  - deux bouteilles de vin de Bordeaux /dø.bu.tɛj.də.vɛ̃d.bɔʁ.do/ (2 本のボルドー産ワイン)
  - trois millions d'euros /tʁwa.mi.ljɔ̃.dø.ʁo/ (300 万ユーロ)
3. 疑問詞 + de
  - combien d'enfants /kɔ̃.bjɛ̃.dɑ̃.fɑ̃/ (何人の子供)
4. 疑問詞 + de + 単位 + de
  - combien de gramme de sucre /kɔ̃.bjɛ̃.də.gʁam.də.sykʁ/ (何グラムの砂糖)

数詞で始まるものは、定を表す定冠詞や指示限定詞、所有限定詞と共起できる。ただし 1 を意味する un/une は、他の限定詞があると消える。
- le bol de café au lait /lə.bol.də.ka.fe.o.lɛ/ (その 1 碗のカフェオレ)
- cette douzaine d'œufs /sɛt.du.zɛn.dø/ (この 1 ダースの卵)
- mes deux bouteilles de vin de Bordeaux /me.dø.bu.tɛj.də.vɛ̃d.bɔʁ.do/ (私の 2 本のボルドー産ワイン)
- les trois millions d'euros /le.tʁwa.mi.ljɔ̃.dø.ʁo/ (その 300 万ユーロ)